# Andries de Graeff
Andries de Graeff, caballero de Sacro Imperio Romano Germánico (Ámsterdam, 19 de febrero de 1611-ibídem, 30 de noviembre de 1678) fue un importante político neerlandés, y descendiente de una de las familia De Graeff, más importante, poderosas y ricas de Ámsterdam y de su país. Fue regente y alcalde durante muchos años.

## Familia y carrera
De Graeff descendiente de una de las familia De Graeff, más importante, poderosas y ricas de Ámsterdam y holandesa. Su padre fue el amsterdamse Regente y Alcalde Jacob Dircksz de Graeff, medio-soberano Señor de Zuid-Polsbroek y Señor de Sloten, Osdorp, Nieuwer-Amstel y Amstelveen, y su madre Aeltje Boelens Loen. De Graeff y su hermano Cornelis de Graeff fueron alcaldes de Ámsterdam durante la época dorada holandesa. Con el repentino fallecimiento de Guillermo II de Orange-Nassau se convirtió en regente y estatúder de los Países Bajos. A mediados del siglo XVII controló las finanzas y la política de la ciudad. De Graeff fue también fundador de una familia de regentes que conservó el poder y la influencia por varios siglos, siendo muchos de sus descendientes ministros. Fue Señor de Urk y Emmeloord, en la provincia de Flevoland y caballero del Sacro Imperio Romano Germánico.
Su familia conservó el poder debido a la celebración de matrimonios entre sus miembros. Así surgieron lazos estrechos entre las familias De Graeff y Bicker. Andries de Graeff se casó con una Bicker.
Después de la muerte de su sobrino Johan y Cornelis de Witt y el ascenso al poder de la Casa de Orange, Andries y su sobrino Pieter de Graeff perdieron su posición en la política.
Junto con su hermano Cornelis, Andries Bicker, Cornelis Bicker y Jacob de Witt era De Graeff apoyaba la Paz de Münster y en mayo de 1650 presentó una propuesta para reducir el tamaño del ejército, ocasionando un conflicto político.

### Decreto Eterno
En 1667, cuando Guillermo III de Inglaterra se acercaba a la edad de 18 años, al partido pro-Orange trató de restaurar al príncipe en el poder asegurando para él los cargos de estatúder y de capitán general. Para prevenir la restauración de la influencia de la Casa de Orange, De Graeff, De Witt, Gaspar Fagel y Gillis Valckenier procuró la emisión del Decreto Eterno (o Decreto Perpetuo), que declaró que el Capitán-General o Almirante General de los Países Bajos no podría servir como estatúder en ninguna provincia. Además, la provincia de Holanda suprimiría el cargo de estatúder (otras provincias siguieron su ejemplo).

### 1671 y Rampjaar 1672
En 1671/72, Gérard de Lairesse pintó los tres cuadros del techo “Triomf der Vrede” (Triunfo de la paz) para Andries de Graeff con las partes de izquierda a derecha: unidad, libertad, seguridad. De Lairesse pintó estos tres cuadros del techo para el regente y alcalde de Ámsterdam, De Graeff. Las pinturas transmitían un mensaje claro: la “verdadera libertad” (Ware Vrijheid) de la República sólo estaba protegida por los gobernantes republicanos de Ámsterdam. Las pinturas de Triomf der Vrede glorifican el papel de la familia De Graeff como protectores del Estado republicano, defensores de la “verdadera libertad” (ware Vrijheid). Fue también una declaración de resistencia y contra el retorno político de la Casa de Orange-Nassau como gobernadores. Después de que Guillermo III asumiera el cargo de gobernador de Rampjaar en 1672. Tras la entrega, Andries de Graeff y sus dos sobrinos Pieter (1638-1707) y Jacob de Graeff (1642-1690) perdieron todos los cargos políticos.

## De Graeff como mecenas de las artes
De Graeff él era el patrón Rembrandt van Rijn, Gerard ter Borch, Jacob Jordaens, Artus Quellinus, Jan Lievens, Jurriaen Ovens, Joost van den Vondel y enero Jan Vos y comisionado ocho pinturas Govert Flinck para el ayuntamiento.

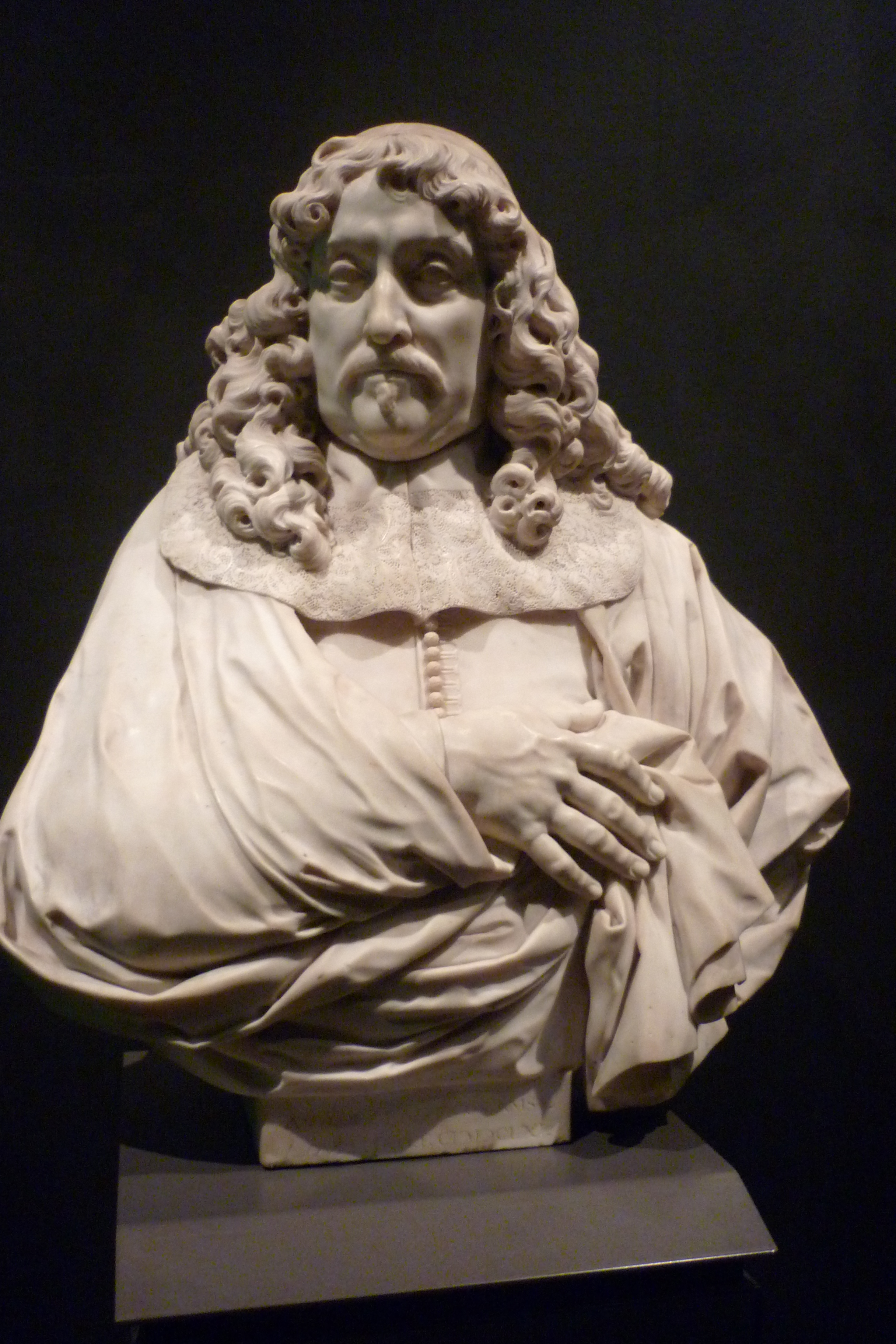
Andries de Graeff por Artus Quellinus (1661), Rijksmuseum, Ámsterdam.

El escultor Artus Quellinus, natural de Flandes, hizo un busto con aires reales. Si lo consiguió no fue por la indumentaria de De Graeff (lleva ropa de su época y un gorro como de casa) sino gracias a la monumentalidad y al costoso material.
El mármol, la piedra en la que los grandes de aquel entonces mandaban esculpir su retrato, se consideraba muy apropiado para los ilustres de aquella sociedad de burgueses orgullosos de sí mismos.
Quellinus consiguió el efecto de una instantánea gracias a la mirada oblicua y a la boca entreabierta. Como si De Graeff se hubiera quedado petrificado mientras estaba hablando.
El texto que aparece en el zócalo traducido dice: Andries de Graeff, cónsul de Ámsterdam, hecho por Quellinus en 1661. A los gobernantes de Ámsterdam les gustaba imitar a sus famosos antecesores romanos. Con el brazo en un faldón de la toga, como si fuera un cónsul romano, así mandó que le retrataran el alcalde a sus 50 años de edad.
Como mucho, diez familias formaban la capa alta de la burguesía de Ámsterdam. Estos regentes tenían pretensiones a la nobleza: compraban castillos y tierras con los títulos y los derechos correspondientes, mandaban que les hicieran árboles genealógicos impresionantes y casas de campo.

## Descendencia

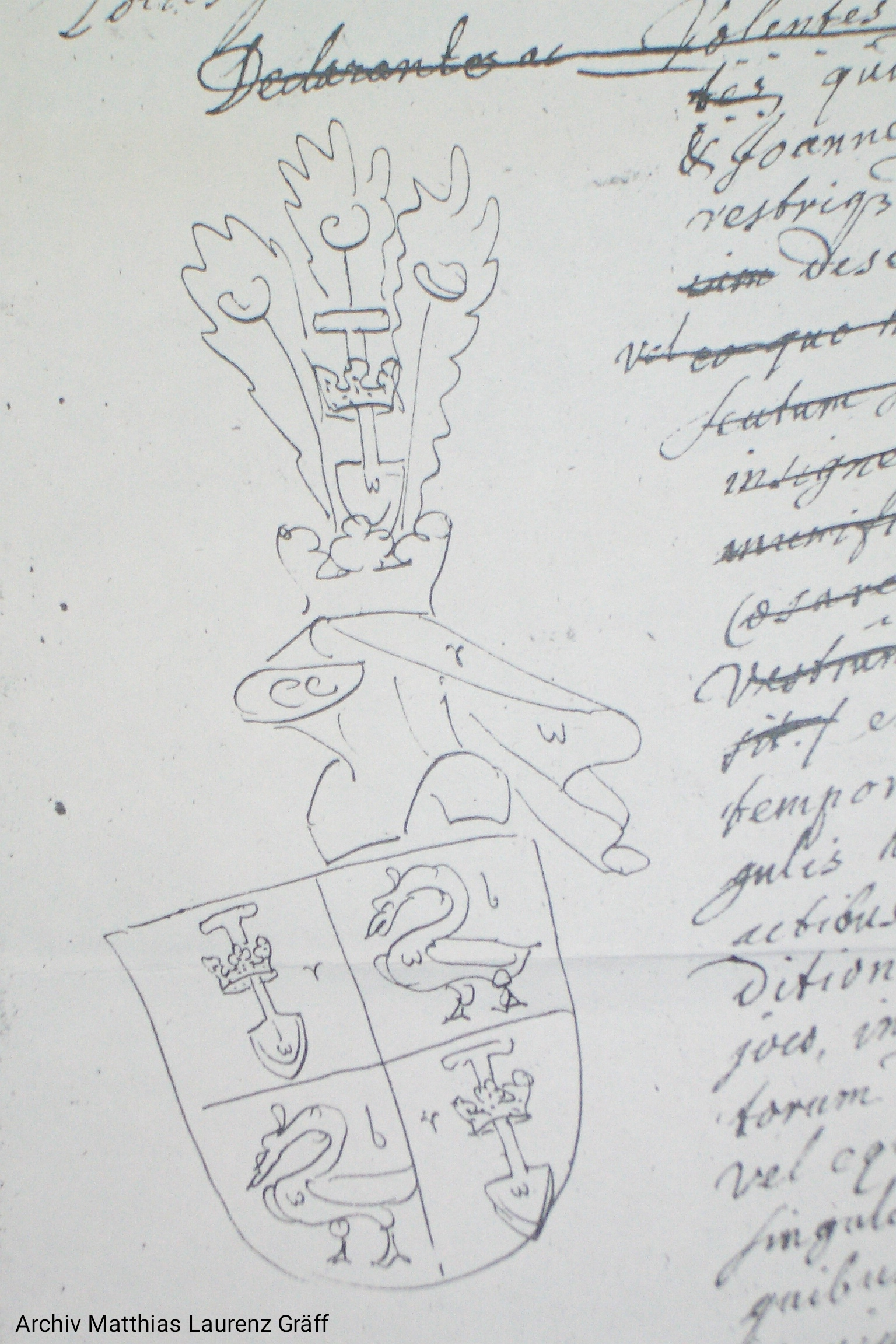
Escudo de armas de Andries de Graeff y su hijo Cornelis (archivo de Matthias Laurenz Gräff)

De Graeff y su esposa Elisabeth Bicker van Swieten tuvo cuatro hijos:
- Cornelis (1650-1678), caballero de Sacro Imperio Romano Germánico, casado con Agneta Deutz.
- Alida (1651-1738), casado con Theodorus (Diderik) van Veldhuyzen, Señor de Heemstede (1651-1716), Regente y alcalde de Utrecht.
- Arnoldina (Aertje) (1652-1703), Baronesa de Jaarsveld, casado con Transisalanus Adolphus Baron van Voorst tot Hagenvoorde van Bergentheim, Barón de Jaarsveld, Teniente-estatúder de Gorinchem.
- Jakob

| Predecesor: Señors Van de Werve | Señor de Urk y Emmeloord 1660 - 1672       | Sucesor: Ciudad de Ámsterdam                        |
| Predecesor: Cornelis de Graeff  | Regente y Alcalde de Ámsterdam 1657 - 1678 | Sucesor: Gillis Valckenier y Coenraad van Beuningen |